# Powiat Rymawska Sobota
Powiat Rymawska Sobota (słow. okres Rimavská Sobota) – słowacka jednostka podziału administracyjnego znajdująca się w kraju bańskobystrzyckim. Powiat Rimavská Sobota zamieszkiwany jest przez 82 773 obywateli (31 grudnia 2004) i zajmuje obszar 1471 km². Średnia gęstość zaludnienia wynosi 56,27 osób na km².

## Stosunki etniczne
- Słowacy - 52,3%
- Węgrzy - 41,3%
- Romowie - 4,7%
- Czesi - 0,5%

### Stosunki wyznaniowe
- katolicy - 54,2%
- luteranie - 12,8%
- kalwini - 9,9%
- świadkowie Jehowy - 0,8%